# Ди Лима, Висенти
Висенти Ленилсон ди Лима (порт.-браз. Vicente Lenílson de Lima; род. 4 июня 1977, Куррайс-Новус, Риу-Гранди-ду-Норти) — бразильский легкоатлет, специалист по бегу на короткие дистанции. Выступал за сборную Бразилии по лёгкой атлетике в 1997—2011 годах, обладатель серебряной и бронзовой медалей Олимпийских игр, серебряный призёр чемпионата мира, двукратный победитель Панамериканских игр, чемпион Южной Америки, многократный чемпион Бразилии в спринтерских дисциплинах.

## Биография
Висенти ди Лима родился 4 июня 1977 года в муниципалитете Куррайс-Новус, штат Риу-Гранди-ду-Норти.
Впервые заявил о себе на международном уровне в сезоне 1997 года, когда вошёл в состав бразильской сборной и выступил на чемпионате мира в Афинах, где в зачёте эстафеты 4 × 100 метров занял итоговое шестое место.
В 1999 году бежал 100 метров на чемпионате мира в Севилье, дошёл до стадии четвертьфиналов.
В 2000 году на домашнем иберо-американском чемпионате в Рио-де-Жанейро одержал победу в индивидуальном беге на 100 метров и в эстафете 4 × 100 метров. Благодаря череде успешных выступлений удостоился права защищать честь страны на летних Олимпийских играх в Сиднее — в дисциплине 100 метров остановился в четвертьфинале, в то время как в эстафете 4 × 100 метров вместе с соотечественниками Эдсоном Рибейру, Андре да Силвой и Клаудинеем да Силвой завоевал серебряную медаль, уступив в финале только команде США.
В 2001 году выиграл эстафету 4 × 100 метров на домашнем чемпионате Южной Америки в Манаусе.
В 2002 году на иберо-американском чемпионате в Гватемале получил серебро в беге на 100 метров и золото в эстафете 4 × 100 метров.
В 2003 году бежал 60 метров на чемпионате мира в помещении в Бирмингеме, дошёл до полуфинала. В эстафете 4 × 100 метров победил на Панамериканских играх в Санто-Доминго, стал серебряным призёром на чемпионате мира в Париже.
На иберо-американском чемпионате 2004 года в Уэльве был лучшим в дисциплине 100 метров и в эстафете 4 × 100 метров. Принимал участие в Олимпийских играх в Афинах — на дистанции 100 метров остановился в полуфинале, в эстафете 4 × 100 метров показал в финале восьмой результат.
На чемпионате Южной Америки 2005 года в Кали выиграл серебряную медаль в беге на 100 метров, одержал победу в эстафете 4 × 100 метров.
В 2006 году дисциплине 60 метров финишировал седьмым на чемпионате мира в помещении в Москве. На иберо-американском чемпионате в Понсе победил в 100-метровой дисциплине, стал серебряным призёром в эстафете 4 × 100 метров. На чемпионате Южной Америки в Тунхе завоевал золотую награду в эстафете.
В 2007 году на домашнем чемпионате Южной Америки в Сан-Паулу победил в беге на 100 метров и в эстафете 4 × 100 метров. На Панамериканских играх в Рио-де-Жанейро был седьмым на дистанции 100 метров и первым в эстафете 4 × 100 метров. Стартовал в тех же дисциплинах на чемпионате мира в Осаке, в эстафете занял итоговое четвёртое место.
В 2008 году в беге на 60 метров показал пятый результат на чемпионате мира в помещении в Валенсии. На иберо-американском чемпионате в Икике выиграл золотую медаль в эстафете 4 × 100 метров. На летних Олимпийских играх в Пекине в дисциплине 100 метров дошёл до четвертьфинала, тогда как в эстафете 4 × 100 метров совместно с Жозе Карлусом Морейрой, Сандру Вианой и Бруну ди Баррусом занял в финале четвёртое место (впоследствии в связи с допинговой дисквалификацией победившей команды Ямайки поднялся в итоговом протоколе до третьей позиции и стал бронзовым призёром).
В 2009 году в эстафете 4 × 100 метров был вторым на чемпионате Южной Америки в Лиме, первым на Лузофонских играх в Лиссабоне, седьмым на чемпионате мира в Берлине.
В 2010 году бежал 60 метров на чемпионате мира в помещении в Дохе, дошёл до полуфинала.
В 2011 году выиграл эстафету 4 × 100 метров на Всемирных военных играх в Рио-де-Жанейро и по окончании сезона завершил спортивную карьеру.